# B-A-C-H

Мотив B-A-C-H в основному вигляді

B-A-C-H — музичний мотив, що являє собою послідовність звуків b, a, c i h, що складаються у прізвище родини Бахів. Уславлений завдяки мистецтву фуги — одного з найвидатніших творів Й. С. Баха, в якому був вперше використаний, і надалі користувався неабиякою популярністю композиторів наступних століть.

## Історія

Бахівський хрест: мотив, записаний на 4-х нотоносцях при використанні різних музичних ключів і знаків біля них

Складення музичних монограм було популярним з XVI століття й породило техніку, названу soggetto cavato (soggetto cavato dalle vocali di queste parole). Кожному зі складів літературних склад композитор приписував фонетично споріднені назви звуків, напр. «Hercules Dux Ferrariae» — «re-ut-re-ut-re-fa-mi-re».
Й. С. Бах розумів, що його ім'я може бути записане на нотному стані і неодноразово цей факт використовував у своїх творах. Найвідомішим з них став незакінчений цикл мистецтво фуги, в якому останній Contrapunctus — надскладна потрійна фуга — закінчується незабаром по введенню третьої теми — B-A-C-H. В рукописі міститься допис сина композитора, Карла Філіппа Емануель Бах, який стверджував: «В момент, коли B-A-C-H з'являється у протискладенні, композитор помер». В 1881 році німецький музикознавець Ґустав Ноттебон (Gustav Nottebohm) виявив, що незакінчений Contrapunctus мав включати ще четверту тему — тему, що пов'язує весь цикл. Серед інших композиції, де Бах використовував монограму свого прізвища, канонічні варіації «Vom Himmel hoch da komm' ich her» і ряд менших творів, як симфонія f-moll (BWV 795) і остання фуга з першого зошиту ДТК.

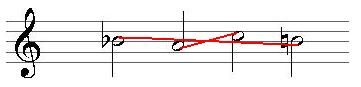
Фігура хреста в мотиві B-A-C-H

Значимим є той факт, що мотив B-A-C-H є прикладом мотиву хреста (imaginatio crucis, chiasmus), що використовувався в бароковій музичній риториці в страстях і інших творах християнської тематики.
Про існування цього мотиву знали сучасники Баха: про нього йдеться в Musicalisches Lexikon Йоганн Готфрід Вальтера, він з'являється і у сина Й. С. Баха Йоганна Крістіана, та учня Й. С. Баха — Йоганна Людвіа Кребса. Найбільшої популярності мотив дістав у XIX столітті, коли музика Баха була відкрита знову і стала предметом особливого інтересу музикантів і музикознавців. В XX столітті композитори тішилися особливими структурними властивостями мотиву в рамках дванадцятитонової системи, особливо додекафонії.
Сам Бах у лейпцигський період використовував печатку з графічною монограмою початкових літер свого повного імені (Johan Sebastian Bach) у паліндромному накладенні. Цей символ широко використовується спільнотами, які популяризують спадщину великого композитора, і поціновувачами його творчості.

Bach Seal

## Твори, що використовують мотив

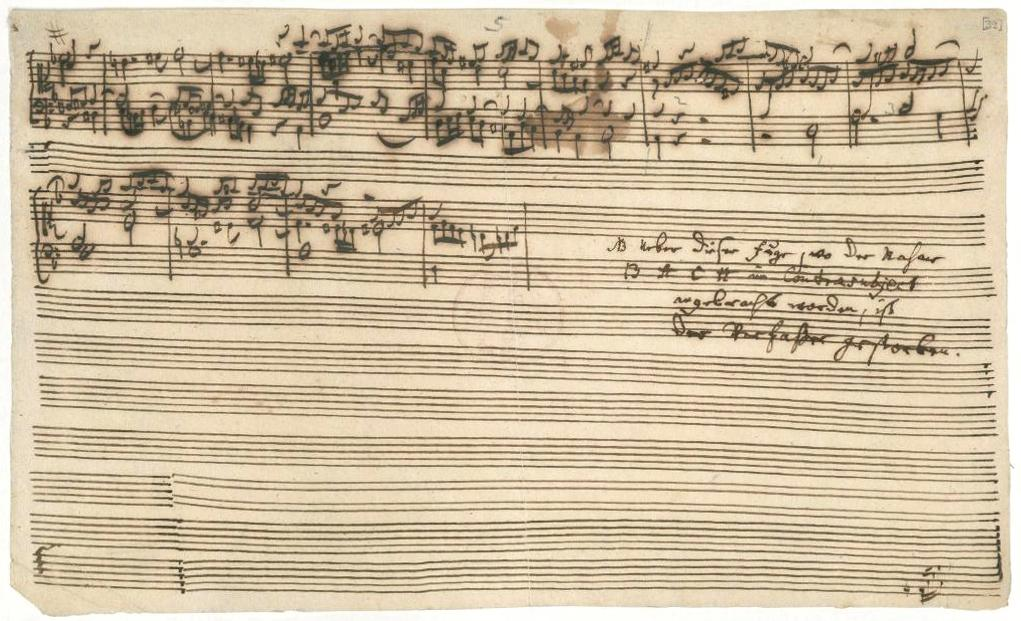
Остання сторінка Мистецтва фуги з приписом К. Ф. E. Баха про смерть батька

В праці, зробленій до 300-ліття від дня народження Баха (1985), Ульріх Принц знайшов 409 творів 330 різних авторів, в основі яких лежить мотив B-A-C-H. Подібний список є у Малькольма Бойда, що також включає близько 400 елементів. До найвідоміших належать:
- 1845: Роберт Шуман: 6 фуг на ім'я: Bach для органу op. 60[1]
- 1855: Ференц Ліст: Фантазія і фуга на B-A-C-H для органу (ar. 1871 для фортепіано)[2]
- 1878: Микола Римський-Корсаков: Варіації BACH для фортепіано
- 1900: Макс Регер: Фантазія і фуга B-A-C-H для органу
- 1910: Ферруччо Бузоні: Fantasia contrappuntistica для фортепіано
- 1926: Арнольд Шенберг: Варіації для оркестру op. 31
- 1932: Франсіс Пуленк: Вальс-імпровізація на ім'я Bach для фортепіано
- 1937: Антон Веберн: Струнний квартет (серія на основі мотиву BACH)
- 1952: Луїджі Даллапікола: Quaderno musicale di Annalibera для фортепіано[3]
- 1964: Арво Пярт: Колаж на B-A-C-H
- 1968: Альфред Шнітке: Quasi Una Sonata[4]

## Інші музичні монограми
Інші композитори теж шукали способи, щоб увічнити свої імена у нотації:
1. F, Es, C, H (Франц Шуберт)
2. Es, C, H, B, E, G (S, C, H, B, E, G) (Арнольд Шенберг)
3. D, Es, C, H (D, S, C, H) (Дмитро Шостакович)
4. B, E, B, A / B, A, B, E (Бела Барток)
5. C, A, G, E (Джон Кейдж)
6. A, B, H, F (Альбан Берг)

1. ↑  Platt, Heather Anne (2003). Johannes Brahms, s. 243. ISBN 0815338503.
2. ↑  Arnold, Ben (2002). The Liszt Companion, s. 173. ISBN 0313306893.
3. ↑  Fearn, Raymond (2003). The Music of Luigi Dallapiccola. 2005: ISBN 158046078X.
4. ↑  Schmelz, Peter J. (2009). Such Freedom, If Only Musical, s. 255-56. ISBN 0195341937.